# Cudzoziemiec
Cudzoziemiec, obcokrajowiec (łac. peregrinus – osoba pochodząca z innego kraju, ang. foreigner, fr. étranger, niem. Ausländer, ros. иностранец) – osoba nieposiadająca obywatelstwa państwa, w którym przebywa.
Regulacja statusu cudzoziemców jest różna w poszczególnych państwach. Obecnie duże znaczenie ma też prawo międzynarodowe, a na terenie Unii Europejskiej regulacje unijne.
Prawa cudzoziemców do działalności publicznej legalnie zamieszkujących w innym kraju określa Rada Europy w konwencji z 1992 r.

## Cudzoziemcy w polskim prawie
Zgodnie z art. 3 ustawy z 12 grudnia 2013 r. o cudzoziemcach (będącej uzupełnieniem ustawy z 2 kwietnia 2009 r. o obywatelstwie polskim) „cudzoziemcem jest każdy, kto nie posiada obywatelstwa polskiego.” Oznacza to, że ustawa wskazuje na negatywną legalną definicję cudzoziemca. Według art. 5 ustawy o cudzoziemcach – cudzoziemca, który jest obywatelem dwóch lub większej liczby państw traktuje się jako obywatela tego państwa, którego dokumentu użył podczas wjazdu na terytorium RP. Stąd dwupaństwowców trzeba traktować jakby byli obywatelami tylko jednego państwa. W Polsce sprawami cudzoziemców zajmuje się Urząd do Spraw Cudzoziemców z siedzibą w Warszawie przy ul. Koszykowej 16.
Oprócz ustawy z dnia 12 grudnia 2013 r. status cudzoziemców regulują również inne akty prawne, jak np.:
- Konstytucja RP z 1997 r. – zgodnie z art. 37 ust. 1 Konstytucji RP każdy „kto się znajduje pod władzą Rzeczypospolitej Polskiej, korzysta z wolności i praw zapewnionych w Konstytucji.” Stąd na terenie władztwa RP cudzoziemca trzeba traktować tak jak obywatela polskiego. Istnieją od tego oczywiście wyjątki (art. 37 ust. 2 „wyjątki od tej zasady, odnoszące się do cudzoziemców, określa ustawa.”), np. urzędnikiem samorządowym może być tylko obywatel polski, jak wynika z art. 6 ust. 1 pkt 1 ustawy z dnia 21 listopada 2008 r. o pracownikach samorządowych[10].

- umowy międzynarodowe – np. Traktat o Unii Europejskiej – ze względu na przynależność do Wspólnoty inaczej traktuje się cudzoziemców posiadających obywatelstwo Unii Europejskiej, a inaczej tych którzy go nie posiadają.

Ustawy nie stosuje się do:
- członków misji dyplomatycznych i urzędów konsularnych państw obcych oraz innych osób zrównanych z nimi na podstawie ustaw, umów lub powszechnie ustalonych zwyczajów międzynarodowych pod warunkiem wzajemności i posiadania przez te osoby dokumentów potwierdzających pełnienie przez nie funkcji uprawniających do wjazdu na terytorium Rzeczypospolitej Polskiej i pobytu na tym terytorium,
- obywateli państw członkowskich Unii Europejskiej, państw członkowskich Europejskiego Stowarzyszenia Wolnego Handlu (EFTA) – stron umowy o Europejskim Obszarze Gospodarczym lub Konfederacji Szwajcarskiej oraz członków ich rodzin, którzy do nich dołączają lub z nimi przebywają.

Wcześniej kwestie prawne związane z cudzoziemcami regulowała ustawa z 13 czerwca 2003 r. (Dz.U. z 2011 r. nr 264, poz. 1573, z późn. zm.).

### Podział cudzoziemców
- Cudzoziemcy posiadający obywatelstwo innego państwa – należy podzielić ich na tych, którzy posiadają obywatelstwo Unii Europejskiej i na tych, którzy go nie posiadają:

1. obywatelstwo UE – na podstawie okazania dokumentu potwierdzającego jego tożsamość i obywatelstwo np. paszport lub dowód osobisty mogą przebywać na terytorium RP do 3 miesięcy;
2. brak obywatelstwa UE – cudzoziemiec taki musi posiadać ważny dokument podróży, tj. paszport oraz jeśli jest to wymagane być w posiadaniu wizy, jeżeli chce przekroczyć terytorium RP[12]. Pozostałe wymagania to: posiadanie niezbędnych środków do pokrycia kosztów dojazdu na terytorium RP (np. okazanie waluty polskiej), przejazdu przez nie, pobytu i wyjazdu z terytorium RP (np. bilet powrotny do kraju pochodzenia[13]).

- Apatryda (bezpaństwowiec, apolita, od łac. ápatris – 'pozbawiony ojczyzny' z gr.) – jest to osoba nieposiadająca żadnego obywatelstwa. Przyczyny takiego stanu faktycznego mogą być różnorodne np. nieznani są rodzice dziecka. Polska ustawa o obywatelstwie dąży do tego, aby istniała jak najmniejsza ilość bezpaństwowców m.in. ze względu na skutki jak np. brak ochrony ze strony państwa czy brak posiadania praw politycznych. Wyrażone jest to w art. 47 ust. 1 ustawy o obywatelstwie polskim – zrzeczenie się obywatelstwa tylko na wniosek osoby, nigdy nie można komuś zabrać obywatelstwa ze względu na np. poglądy polityczne bądź nieodpowiednie zachowanie oraz art. 2 ustawy o obywatelstwie polskim[14]. Zgodnie z art. 137 Konstytucji RP „Prezydent Rzeczypospolitej nadaje obywatelstwo polskie i wyraża zgodę na zrzeczenie się obywatelstwa polskiego.” Aby nie doprowadzić do sytuacji, w której ktoś zrzekłby się swojego jedynego obywatelstwa, nie posiadając innego (a więc zwiększa liczbę bezpaństwowców), co do zasady Prezydent RP nie wyrazi zgody na zrzeczenie się go.

- Cudzoziemcy uprzywilejowani – są to osoby nieposiadające obywatelstwa polskiego, ale w stosunku do nich zniesione są ograniczenia nałożone na pozostałych cudzoziemców. Przyczyną jest tu pełniona przez nich funkcja, tj. szefowie i członkowie personelu misji dyplomatycznych, kierownicy urzędów konsularnych i członkowie personelu konsularnego państw obcych. Przywileje dotyczą też obywateli Unii Europejskiej oraz ich rodzin, obywateli Europejskiego Obszaru Gospodarczego, cudzoziemców ubiegających się o ochronę[11].

### Zasady wjazdu na terytorium RP
Art. 23 ustawy o cudzoziemcach wskazuje przesłanki, które musi spełnić cudzoziemiec, aby przekroczyć granicę RP oraz przebywać na jej terytorium. Według ustawodawcy musi on posiadać ważny dokument podróży, ważną wizę lub – jeśli jest to wymóg – inny dokument pozwalający mu na wjazd i pobyt na terenie RP oraz zezwolenie na wjazd do innego państwa lub zezwolenie na pobyt w innym państwie (jeżeli takie zezwolenia są wymagane w przypadku przejazdu tranzytem).
W przypadku przekroczenia granicy RP nieumyślnie i niezgodnie z przepisami, cudzoziemiec zostanie niezwłocznie doprowadzony do granicy (w innym przypadku organ, który dokona zatrzymania pobiera od niego odciski linii papilarnych za pomocą kart daktyloskopijnych lub urządzenia do elektronicznego pobierania odcisków).
W art. 25 ustawodawca wskazuje przesłanki tego, co powinien zrobić cudzoziemiec wjeżdżający na terytorium RP. Zalicza się do nich:
1. uzasadnienie celów i warunków planowanego pobytu,
2. posiadanie ubezpieczenia zdrowotnego,
3. posiadanie wystarczających środków na utrzymanie. O wysokości środków na utrzymanie zdecyduje minister właściwy do spraw wewnętrznych w porozumieniu z ministrem spraw zagranicznych.

Powyższe wymogi nie dotyczą obywateli UE.
„(…)Cudzoziemiec powinien posiadać i na żądanie właściwego organu powinien okazać walutę polską lub zagraniczne środki płatnicze (…), dokumenty umożliwiające uzyskanie środków płatniczych, zaproszenie lub dokumenty potwierdzające rezerwację i opłacenie zakwaterowania i wyżywienia w Polsce. Cudzoziemiec może także okazać bilet powrotny do kraju pochodzenia albo innego państwa”.
Zaproszenie może zostać sporządzone przez:
1. osobę, która jest obywatelem polskim lub obywatelem państwa członkowskiego UE i zamieszkuje na terytorium RP,
2. cudzoziemca przebywającego bezpośrednio przed wystawieniem zaproszenia legalnie i nieprzerwanie co najmniej przez okres 5 lat na terytorium Rzeczypospolitej Polskiej lub posiadającego zezwolenie na pobyt stały lub zezwolenie na pobyt rezydenta długoterminowego UE,
3. osobę prawną albo jednostkę organizacyjną nieposiadającą osobowości prawnej, ale tylko te, które mają siedzibę na terytorium RP.

Niezbędnym elementem zaproszenia jest zapewnienie o pokryciu kosztów pobytu osoby zaproszonej. Jest ono ważne przez 12 miesięcy od dnia wpisania go do ewidencji zaproszeń. Odmowa wpisania zaproszenia do ewidencji może nastąpić wskutek np. niewystarczająco dobrych warunków mieszkalnych zapraszającego.
Wiza: zgodnie z art. 60 ustawy o cudzoziemcach wydaje się wizę Schengen lub krajową, m.in. w celu:
1. turystycznym;
2. odwiedzin u rodziny lub przyjaciół;
3. udziału w imprezach sportowych;
4. prowadzenia działalności gospodarczej;
5. tranzytu;
6. tranzytu lotniczego;
7. leczenia.

### Odmowa wjazdu na terytorium RP
Zgodnie z art. 28 ustawy o cudzoziemcach, można odmówić im wjazdu na terytorium RP. Istnieją m.in. następujące przesłanki odmowy:
1. brak dokumentu podróży, wizy lub brak uiszczenia opłaty, która wynika z wzajemnych zasad z państwem pochodzenia;
2. dokumenty są podrobione
3. pobyt cudzoziemca jest niepożądany[15];
4. cel podróży cudzoziemca jest inny aniżeli wcześniej zadeklarowany;
5. nie posiada odpowiednich środków finansowych lub zezwoleń;
6. wykorzystał dopuszczalny okres pobytu na terytorium państw obszaru Schengen wynoszący 90 dni w każdym okresie 180 dni, chyba że umowy międzynarodowe stanowią inaczej;
7. stanowi zagrożenie dla zdrowia publicznego, np. w związku z epidemią, która panuje w kraju pochodzenia[16];
8. stanowi zagrożenie dla bezpieczeństwa lub obronności państwa, np. osoby podejrzane o członkostwo w organizacjach terrorystycznych.

Decyzję odmowną o wjeździe cudzoziemca na terytorium RP wydaje komendant granicznej placówki kontrolnej Straży Granicznej.
Zasady udzielania azylu określa ustawa o udzielaniu cudzoziemcom ochrony na terytorium Rzeczypospolitej Polskiej z 13 czerwca 2003 r..